# چانادپالوتا
چانادپالوتا (به مجاری:  Csanádpalota) یک منطقهٔ مسکونی در مجارستان است که در ناحیه ماکو واقع شده‌است. چانادپالوتا ۷۷٫۷۶ کیلومتر مربع مساحت و ۳٬۰۱۲ نفر جمعیت دارد.